# Pirgos (Santoryn)
Pirgos (gr. Πύργος) – wieś w środkowej części wyspy Santoryn w archipelagu Cyklad w gminie Thira, Grecja.

## Zabytki
- X-wieczny kościół Teotokos;
- ruiny weneckiego zamku[1].